# Le Dessinateur et son modèle
Le Dessinateur et son modèle (néerlandais : Een kunstenaar bezig met modeltekenen) est une gravure de Rembrandt exécutée en 1639. Répertoriée sous la notation B. 192, on en connait deux états, mais elle n'est pas achevée. La question de savoir pourquoi elle ne l'a pas été reste ouverte.
Elle a été associée au XVIIIe siècle au mythe de Pygmalion, bien qu'elle représente un dessinateur et non un sculpteur.
Elle est conservée au Rijksmuseum d'Amsterdam et au British Muséum à Londres, ainsi qu'au Musée Mikkel à Tallinn et au Musée d'art de Saint-Louis.

## Histoire
Le premier état de la plaque a été gravé autour de 1639. La composition à une certaine ressemblance avec un dessin de Pieter Feddes van Harlingen datant de 1615.
Rembrandt a commencé à travailler les surfaces noires de l'arrière plan, et le modèle n'est qu'esquissé. Dans le second état, imprimé en 1640, la position des jambes est plus précise et les détails plus fins.
Après ce deuxième état, Rembrandt a effectué un dessin dans lequel la scène est complétée.
Plusieurs hypothèses, dont celle d'une composition imparfaite ne satisfaisant pas le maître, pourraient expliquer l'inachèvement de la gravure. Emmens fait celle d'une utilisation comme exemple par Rembrandt, pour l'instruction de ses élèves et pour leur montrer les différentes étapes de sa technique.
Les dernières impressions ont été faites en 1652.

## Description
La gravure représente un artiste assis dessinant un modèle nu. Le modèle, une femme, vue de dos, face à l'artiste, occupe la droite de l'atelier. Elle tient une feuille de palmier. Le matériel de l'artiste, mais également un buste de femme, et dans la dernière version un tableau, y sont aussi visibles. L'arrière plan est très travaillé, avec l'emploi d'une couche noire. L'eau-forte est retouchée à la pointe sèche et au burin.